# Elisa Manzano
Pour les articles homonymes, voir Manzano (homonymie).
Elisa Manzano (née le 18 mai 1985 à Udine) est une joueuse italienne de volley-ball. Elle mesure 1,87 m et joue au poste de centrale.

## Clubs
| Club                     | Pays   | De        | À         |
| ------------------------ | ------ | --------- | --------- |
| Pallavolo Bressa         | Italie | 1997-1998 | 1998-1999 |
| Pallavolo Sangiorgina    | Italie | 1999-2000 | 2003-2004 |
| StarVolley Falconara     | Italie | 2004-2005 | 2004-2005 |
| Ags Volley San Donà      | Italie | 2005-2006 | 2006-2007 |
| Spes Volley Conegliano   | Italie | 2007-2008 | 2009-2010 |
| Robursport Volley Pesaro | Italie | 2010-2011 | 2012-2013 |
| River Volley Piacenza    | Italie | 2013-2014 | …         |

## Palmarès
- Supercoupe d'Italie
  - Vainqueur : 2010, 2013.
- Coupe d'Italie
  - Vainqueur : 2014.